# Сауткин, Игорь Игоревич
Игорь Игоревич Сауткин (род. 23 февраля 1972) — российский легкоатлет, специалист по тройным прыжкам. Выступал за сборную России по лёгкой атлетике в 1990-х годах, призёр и рекордсмен молодёжного Кубка Европы, призёр первенств национального значения, участник летних Олимпийских игр в Атланте. Представлял Хабаровский край. Мастер спорта России международного класса.

## Биография
Игорь Сауткин родился 23 февраля 1972 года. Проживал в Хабаровске.
Начал заниматься лёгкой атлетикой в 1985 году под руководством тренера Владимира Георгиевича Мурзина. Неоднократно выигрывал региональные соревнования в прыжковых дисциплинах.
Впервые заявил о себе в тройном прыжке на всероссийском уровне в сезоне 1994 года, когда на соревнованиях в Воронеже установил свой личный рекорд на открытом стадионе — 17,15 метра. Попав в состав российской национальной сборной, выступил на молодёжном Кубке Европы в Остраве, где занял второе место в личном зачёте и тем самым помог своим соотечественникам выиграть бронзовые награды мужского командного зачёта.
Будучи студентом, в 1995 году стартовал на летней Универсиаде в Фукуоке — с результатом 16,56 метра расположился в итоговом протоколе соревнований на шестой строке.
В 1996 году на чемпионате России в Санкт-Петербурге взял бронзу в тройном прыжке, уступив только Василию Сокову и Виктору Сотникову. Благодаря череде удачных выступлений удостоился права защищать честь страны на летних Олимпийских играх в Атланте — на предварительном квалификационном этапе прыгнул на 16,06 метра и в финал не вышел.
После атлантской Олимпиады Сауткин ещё достаточно долго оставался действующим спортсменом и продолжал принимать участие в различных всероссийских стартах. Так, в 2001 году он добавил в послужной список бронзовую медаль, выигранную в тройном прыжке на зимнем чемпионате России в Москве.
За выдающиеся спортивные достижения удостоен почётного звания «Мастер спорта России международного класса».